# Kelly Brook
Kelly Ann Parsons, més coneguda pel nom artístic de Kelly Brook, (Rochester, Anglaterra, 23 de novembre de 1979) és una model, actriu, dissenyadora de roba de bany, i presentadora de televisió anglesa.

## Biografia
L'any 2005, va ser elegida la dona la més sexy del món per FHM.
Va estar promesa amb l'actor estatunidenc Billy Zane.
Va posar parcialment nua l'any 2005 per al fotògraf David Bailey. Aquestes fotografies en blanc i negre van ser publicades a la revista Arena. Ha posat per a l'edició de setembre 2010 de la revista Playboy.
D'altra banda ha treballat per a MTV, com a presentadora.

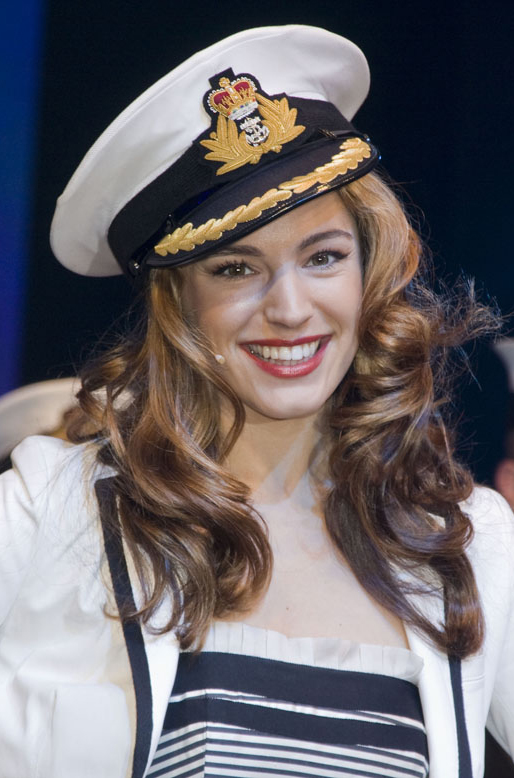
Al London Boat Show, el 9 de gener de 2009.

Ha fet el paper de Danni al film Piranha 3D, l'any 2010. Kelly ha anunciat al Grand Journal que figurarà a la 5a temporada de la sèrie britànica Skins, l'any 2011.
El 16 de març de 2011, Kelly anuncia oficialment a Twitter que és embarassada de Thom Evans; el 9 de maig, anuncia un avortament. Després d'una ruptura a finals de 2012, començament de 2013, Kelly està de nou en parella amb el seu ex Danny Cipriani (amb qui estava abans de Thom). Entre les seves altres conquestes: Billy Zane, Jason Statham i David McIntosh.
Des de 2015, la parella que forma amb el model francès Jérémy Parisi és escodrinyada per la premsa, en particular els tabloides anglesos, i el prometatge es va anunciar el gener del 2016.
Acumule un nombre de premis com a les cames més boniques, més bonic cos en biquini, etc. És regularment als « top 20 » de les dones més sexy del món segons els tabloides anglesos.

## Filmografia
- 2000: Sorted: Sarah
- 2001: Ripper: Marisa Tavares
- 2003: Absolon: Claire
- 2003: The Italian Job: la xicota de Lyle
- 2003: School for Seduction: Sophia Rosselini
- 2005: House of 9: Lea
- 2005: Deuce Bigalow: European Gigolo: Beautiful Woman in Painting
- 2005: Survival Island: Jennifer
- 2007: Fishtales: Neried
- 2010: Piranha 3D: Danni Arslow
- 2012: Keith Lemon: The Film: ella mateixa
- 2015: Taking Stock: Kate
- 2018: Santet: Laura